# Tranutjärnen (Mora socken, Dalarna)
Tranutjärnen är en sjö i Mora kommun i Dalarna och ingår i Dalälvens huvudavrinningsområde.